# Lunds gosskör
Lunds gosskör är en svensk gosskör som bildades 1976 av Eva Svanholm Bohlin och sedan 2018 leds av Robert Bennesh och Susannah Carlsson.
Kören har haft olika namn under åren, såsom Cantarellerna och Lunds Domkyrkas Gosskör. 2015 bytte kören namn till Lunds Gosskör.
Inledningsvis hörde gosskören till Lunds kommunala musikskola, men 1987 flyttade den till Lunds domkyrka. Kören hörs framför allt i samband med gudstjänster och konserter i kyrkorna i Lunds pastorat, men har även samarbetat med exempelvis Malmö Opera och Malmö symfoniorkester.